# USS Essex (CV-9)
«Ессекс» (англ. USS Essex (CV-9)) — важкий ударний авіаносець США періоду Другої світової війни однойменного типу, перший у серії. Це був четвертий корабель з такою назвою у флоті США.

## Історія створення

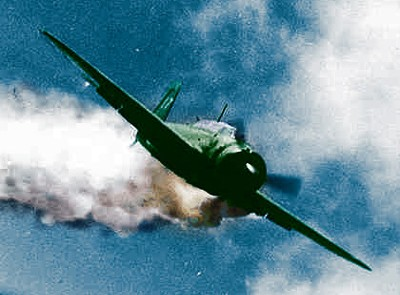
Палаючий літак D4Y лейтенанта Ямагучі падає на «Ессекс», 25 листопада 1944 року

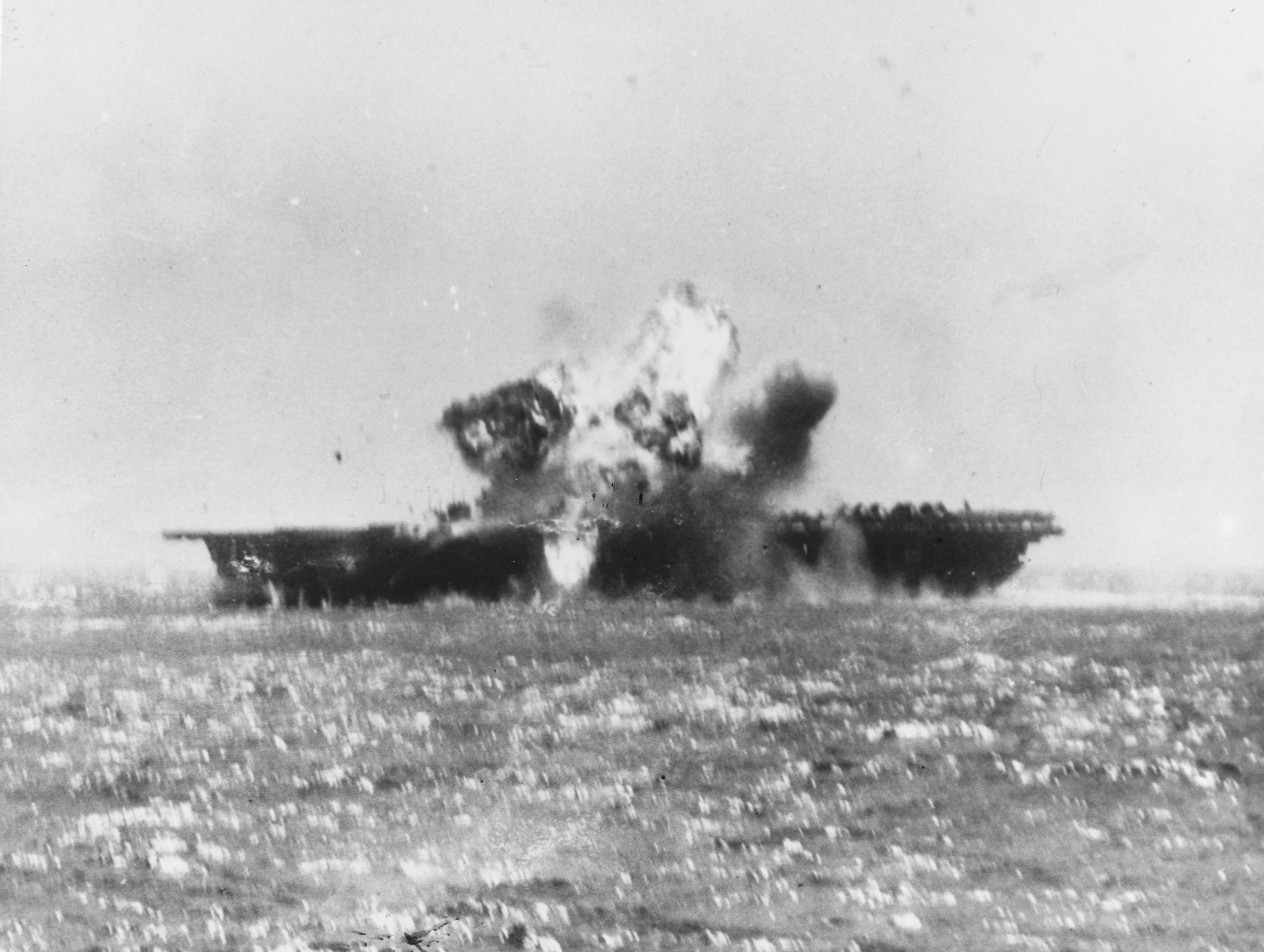
Вибух на «Ессексі» після влучання камікадзе, 25 листопада 1944 року

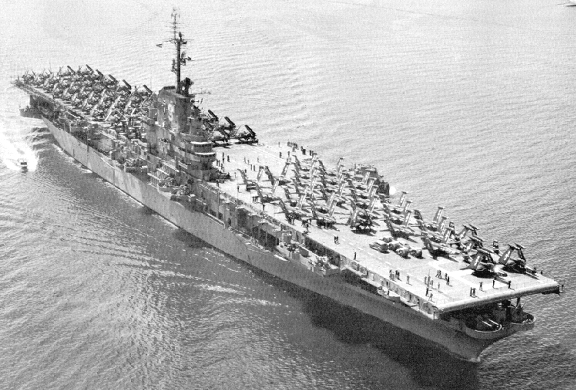
«Ессекс» після модернізації за програмою SCB-27A

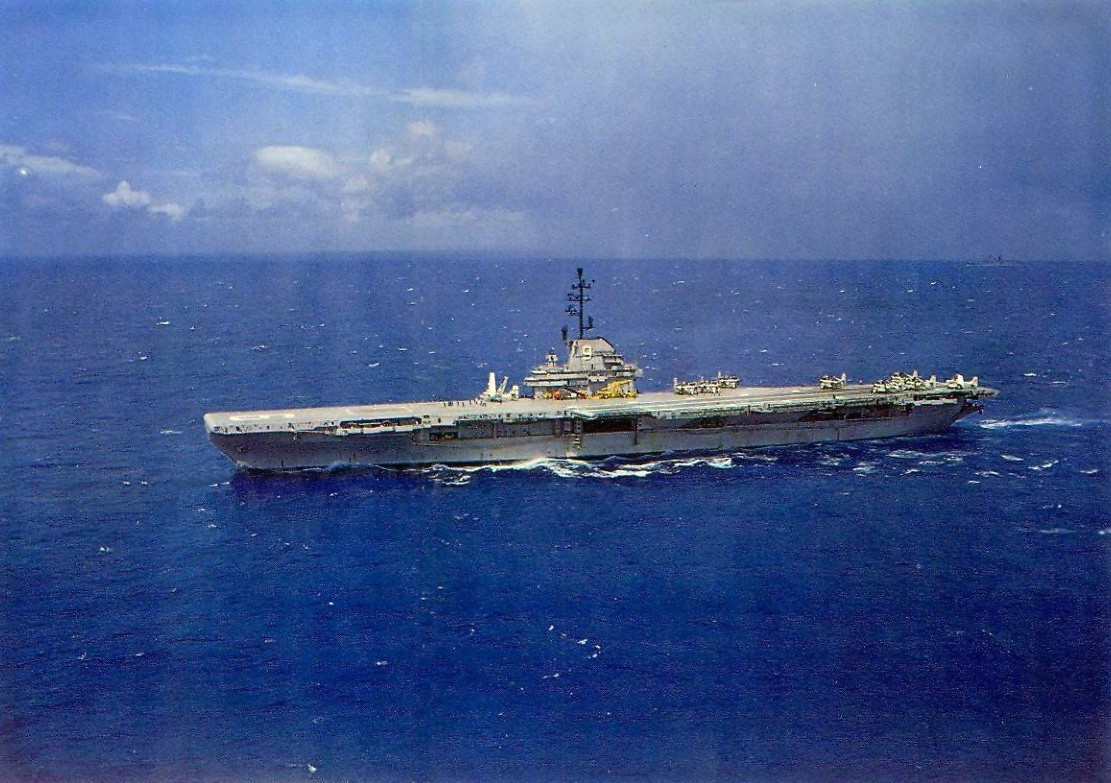
«Ессекс» у 1960 році

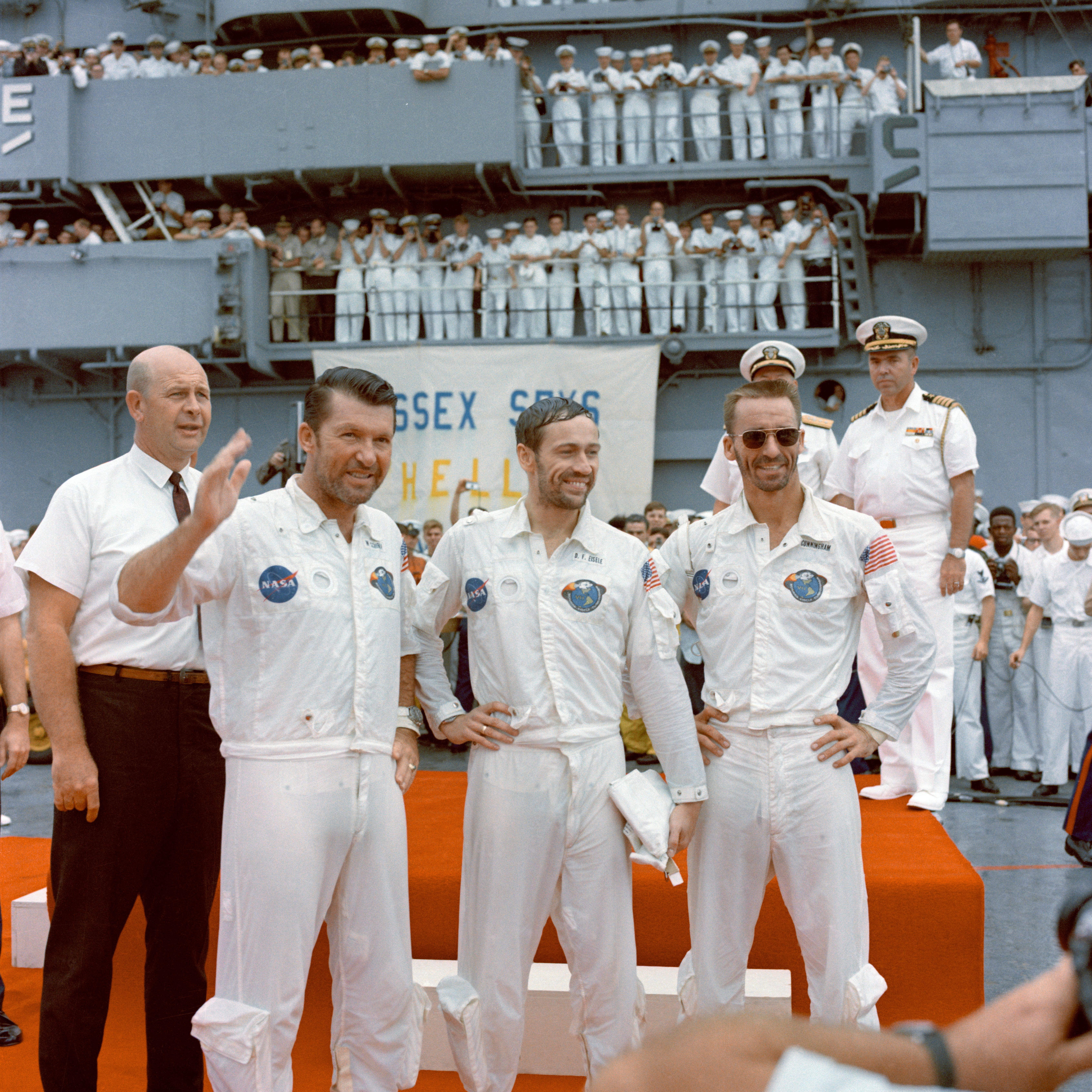
Екіпаж «Аполлона-7» на борту «Ессекса», 22 жовтня 1968 року

Авіаносець «Ессекс» був закладений 28 квітня 1941 на верфі Newport News Shipbuilding у місті Ньюпорт-Ньюс, штат Вірджинія. Спущений на воду 31 липня 1942 року, вступив у стрій 31 грудня 1942 року.

## Історія служби

### Друга світова війна
На момент вступу у стрій авіаносця «Ессекс» американці мали на Тихому океані всього два авіаносці — «Ентерпрайз» та «Саратогу». Японці, незважаючи на втрати, яких вони зазнали в битві за Мідвей, все ще мали чисельну перевагу та займали вигіднішу стратегічну позицію на ТВД.

Освоєння нової техніки, підготовка авіагрупи та перехід з Атлантики на Тихий океан зайняли рівно три місяці. 31 травня 1943 року «Ессекс» з авіагрупою CVG-9 прибув у Перл-Гарбор. 
|  | «Це була історична подія. Почався новий період у війні з Японією» |

 Так згадував про цей факт адмірал Фредерік Шерман (англ. Frederick C. Sherman).

#### Підготовка до бойових дій
27 липня 1943 року в Перл-Гарбор прибув авіаносець «Йорктаун», 9 серпня — «Лексінгтон». Проте командувач Тихоокеанським флотом адмірал Честер Німіц не поспішав відправляти найновіші авіаносці у бій, розуміючи, що успіх у майбутніх битвах буде визначатись рівнем бойової підготовки екіпажів, особливо льотчиків. Тому спочатку Німіц використовував «ессекси» на другорядних напрямках, де вони вирішували нескладні задачі. Таким був, наприклад, наліт палубної авіації «Ессеккса»,
«Йорктауна» та «Індепенденса» на острів Маркус (31.08.1943)
У вересні-жовтні «Ессекс», «Йорктаун» та «Лексінгтон» здійснили декілька рейдів до островів Тарава, Макін (18-19.09.1943). Було знищено декілька японських літаків, наземних споруд, японці зазнали суттєвих втрат у живій силі. Але важливішим було те, що були зроблені прекрасні фотознімки островів, які стали у пригоді при висадці десантів.
5-6 жовтня 1943 року був атакований острів Вейк. З 34 японських літаків 22 були знищені. Нальоти на острів Вейк допомогли виробити тактику дій авіаносців, яка застосовувалась до кінця війни.
Були відпрацьовані методи управління з'єднань з 6, 3 та 2 авіаносців, розроблені раніше адміралом Шерманом. Підводний човен «Скейт» постійно перебував на радіозв'язку та зумів урятувати 6 льотчиків зі збитих літаків.

#### Атака на Рабаул
Вранці 11 жовтня авіаносні групи контр-адміралів А.Монтгомері (англ. Alfred E. Montgomery) («Ессекс», «Банкер Гілл», «Індепенденс») та Ф.Шермана («Саратога», «Прінстон») з віддалі 160 миль завдали потужного удару по японській базі на острові Рабаул. В нальоті брали участь 185 машин. У японців був потоплений есмінець «Судзунамі», три серйозно пошкоджені. Важких пошкоджень зазнали два легких крейсери.
Того ж дня японці здійснили атаку у відповідь (67 винищувачів, 14 торпедоносців, 27 пікірувальників, декілька бомбардувальників наземного базування). Атака була помічена за допомогою радарів. На її перехоплення негайно піднялись літаки з авіаносців. Вони зустріли японців на відстані 40 миль (74 кілометри) від кораблів, але не змогли їх зупинити. Проте американці досягли неймовірно високої щільності зенітного вогню, що японці не змогли влучити у жоден корабель, втративши 35 своїх літаків. Американці втратили 11 своїх літаків.
Цей бій показав, що потужне зенітне озброєння у поєднанні з найновішими засобами спостереження та управління вогнем підняли ППО авіаносних з'єднань на якісно новий рівень. Винищувачі F6F «Хеллкет» та F4U «Корсар» за своїми характеристиками переважали японський «Зеро». Рівень підготовки американських льотчиків зріс, а японських, навпаки, знизився, оскільки їхні найкращі пілоти вже загинули у боях. Таким чином, результат першого серйозного бою за участі нових авіаносців підтвердив, що у стратегічній розстановці сил на Тихому океані стався перелом.

#### 1944–1945 роки
Надалі «Ессекс» був залучений у багатьох битвах та десантних операціях, зокрема забезпечував висадку десанту на Острови Гілберта (13.11-08.12.1943), Маршаллові Острови (29.01-22.02.1944).
30 квітня 1944 авіаносець прийняв авіагрупу CVG-15, з якою здійснив нові нальоти на острови Маркус та Вейк (19-23.05.1944).
Потім «Ессекс» взяв участь у підтримці десантів на Маріанські острови (11-23.06.1944; 21.07-05.08.1944) та битві у Філіппінському морі, прикривав висадку десантів на Західні Каролінські острови (28.08-24.09.1944) та брав участь у бомбардуванні японських аеродромів на островах Формоза та Лусон (06-19.10.1944).
Під час битви в затоці Лейте 25 жовтня 1944 року літаки з «Ессекса» брали участь у потопленні японських авіаносців «Дзуйхо» та «Тітосе».
Потім авіаносець діяв проти японських конвоїв, завдавав ударів по військових об'єктах на Філіппінах (01-17.11.1944).
18 листопада «Ессекс» прибув на тимчасову базу на атолі Уліті, де прийняв авіагрупу CVG-4. З нею завдавав бомбових ударів по аеродромах на острові Лусон (20-25.11.1944).
25 листопада корабель був пошкоджений літаком-камікадзе, який вибухнув в носовій частині політної палуби. Внаслідок атаки загинуло 15 чоловік, 44 були поранені. Також згорів один літак, що перебував на палубі, проте авіаносець зберіг боєздатність і після тритижневого ремонту знову повернувся у стрій.
Після ремонту «Ессекс» здійснював рейди до Формози, Рюкю, Лусону, Індокитаю, Гонконгу (30.12.1944—22.01.1945), завдавав ударів по Токіо, Йокогамі, Куре, підтримував висадку на Іодзіму (11.02-02.03.1945). З 10 березня 1945 року авіаносець прийняв авіагрупу CVG-83, з якою завдавав ударів по Токіо та Куре
(14-19.03.1945), по японських аеродромах на островах Окінава, Рюкю та Кюсю (23-31.03.1945).
В квітні-червні 1945 року «Ессекс» брав участь у битві за Окінаву (01.04-13.06.1945) та потопленні лінкора «Ямато» (07.04.1945).
11 квітня від вибуху авіабомби поряд із бортом корабель отримав пошкодження паливних цистерн та машинного відділення. Втрати екіпажу склали 33 убитих та 33 поранених.
Після короткого ремонту літаки авіаносця продовжили бомбардування Токіо, Кобе, Наґої, Куре, Майдзуру, острова Хоккайдо.
«Ессекс» був серед кораблів, які 2 вересня 1945 року приймали капітуляцію Японії у Токійській затоці. Всього за час війни літаки з авіаносця збили 800 японських літаків.

### Корейська війна
9 січня 1947 року «Ессекс» був виведений у резерв. Протягом 1949–1951 років на верфі у Бремертоні авіаносець пройшов модернізацію за програмою SCB-27 та знову вступив у стрій 16 січня 1951 року. Після короткого плавання у водах поблизу Гаваїв «Ессекс» став флагманським кораблем 1 дивізіону авіаносців (англ. Carrier Strike Group One) та вирушив до берегів Кореї, де взяв участь у бойових діях.
«Ессекс» був першим авіаносцем, з якого запускали літаки F2H «Банші» під час бойових дій. 16 вересня 1951 року один з цих літаків, пошкоджений у бою, врізався в літаки, що перебували у цей час на політній палубі, спричинивши вибух, внаслідок якого загинуло 20 чоловік та згоріло 10 літаків. Після ремонту в Йокосука «Ессекс» повернувся на передову і 3 жовтня завдавав ударів біля річки Ялуцзян, забезпечуючи повітряну підтримку військ ООН.
Загалом авіаносець брав участь у бойових діях з серпня 1951 року по березень 1952 року та з липня 1952 року по січень 1953 року. 1 жовтня 1952 року він був перекласифікований у CVA-9.

### Служба в Атлантиці та Середземному морі
Після припинення бойових дій «Ессекс» ніс службу у 7-му флоті США, де протягом 1954–1955 років взяв участь у ряді навчань поблизу Окінави.
3 серпня 1955 року по січень 1956 року «Ессекс» на верфі Puget Sound Naval Shipyard (П'юджет-Саунд) пройшов модернізацію за програмою SCB-125, після чого був переведений до складу Атлантичного флоту США та ніс службу у Середземному морі. 15 липня 1958 року авіаносець прикривав висадку 1800 морських піхотинців у Бейруті для захисту американських громадян під час громадянської війни в Лівані.
Авіаносець здійснив навколосвітнє плавання, пройшовши 28 серпня 1958 року через Суецький канал в Індійський океан, потім на Тайвань, а звідти через Панамський канал у США. У 1959 році біля узбережжя Флориди корабель знову постраждав від пожежі, викликаної зіткненням 2 літаків на палубі.
8 березня 1960 року авіаносець був перекласифікований у CVS-9.
Під час Карибської кризи «Ессекс» брав участь в блокаді Куби (10.1962).
У 1962 році авіаносець був модернізований за програмою FRAM .
10 листопада 1966 року корабель зіткнувся з атомним підводним човном «Наутилус» під час навчань НАТО у Північній Атлантиці, отримав підводну пробоїну. В січні 1967 року він отримав серйозні пошкодження через посадку на мілину біля узбережжя Пуерто-Рико.

### Програма «Аполлон»
Авіаносець «Ессекс» був задіяний у програмі «Аполлон» для евакуації астронавтів.
Він мав бути головним пошуковим кораблем під час місії «Аполлон-1» у 1967 році. Проте через пожежу під час підготовки корабля та загибель екіпажу місія була скасована.
«Ессекс» також був головним пошуковим кораблем під час місії «Аполлон-7». 22 жовтня 1968 року він евакуював екіпаж космічного корабля, що приводнився на північ від Пуерто-Рико.
Під час Корейської війни на «Ессексі» служив майбутній астронавт, командир корабля «Аполлон-11» Ніл Армстронг.

### Завершення служби
30 червня 1969 року авіаносець «Ессекс» був переведений у резерв та пришвартований на верфі Boston Navy Yard у Бостоні. 1 червня 1973 року він був виключений зі складу флоту і 1 червня 1975 року проданий на злам.